# Nafi Dzjoesojty
Nafi Dzjoesojty (Ossetisch: Нафи Джусойты) (Nogkau, rajon Dzjawa, Zuid-Ossetië (Georgische SSR), 27 februari 1925 – Vladikavkaz, 26 juni 2017) was een Ossetisch schrijver en literatuurcriticus.
In 1953 behaalde hij zijn licentiaat met "Het Kaukasusprobleem in de Russische literatuur en het oeuvre van Kosta Levanovitsj Chetagoerov". In 1968 behaalde Dzjoesojty zijn doctoraat met "De geschiedenis van de Ossetische voor-revolutionaire literatuur". Hij raakte bekend door zijn romans  "Krov' predkov" (1965), "Dvenadcat' ran kak odna..." (1970) en "Slezy Syrdona" (1979). Behalve romans schrijft Dzjoesojty ook verhalen. In zijn werk verwerkt Dzjoesojty de geschiedenis van de Osseten en confronteert deze geschiedenis met de actuele leefomstandigheden van de Osseten. Behalve in het Ossetisch schreef Dzjoesojty ook in het Russisch.
Dzjoesojty leefde en werkte in de Zuid-Ossetische stad Tschinvali.
Hij werd 92 jaar oud.
- Gemeinsame Normdatei: 1095517260
- International Standard Name Identifier: 0000 0003 8574 262X
- Library of Congress Control Number: n81053945
- Nationale Bibliotheek van Letland: 000192899
- Nederlandse Thesaurus van Auteursnamen: 073817163
- Système universitaire de documentation: 174434189
- Virtual International Authority File: 189242591
- WorldCat: E39PBJrKMHjDDq48MrqtTHKcfq